# Reinhard Keller
Reinhard Keller (* 6. April 1945) ist ein deutscher Politiker. Bis 1993 war er Mitglied der DSU, danach agierte er parteilos.

## Leben
Nach Abitur und einer Lehre als Betonbauer studierte er in Dresden und schloss 1970 als Diplom-Ingenieur für konstruktiven Ingenieurbau ab. Er arbeitete als Assistent an der TU Dresden und Themenleiter am Institut für Stahlbau.

## Politische Laufbahn
Zu DDR-Zeiten parteilos, trat Keller 1990 in die DSU ein und wurde im selben Jahr auch schon kommunalpolitisch aktiv: als Baudezernent, Stadtverordneter und Zweiter Bürgermeister von Dresden. Von Juni 1991 bis April 1993 war er Bundesvorsitzender der DSU. Differenzen über den Zeitpunkt der Westausdehnung – Keller wollte eine Westausdehnung nur im Einvernehmen mit der CSU – veranlassten ihn im Mai 1993 zum Parteiaustritt. Seine kommunalpolitischen Aktivitäten setzte er jedoch fort und trat 1994 als OB-Kandidat für die DSU und die Freien Bürger in Dresden an. 
Später war Keller Geschäftsführer der städtischen Immobiliengesellschaft WOBA Dresden GmbH. In diesem Zusammenhang musste er sich 2012 wegen Subventionsbetrug aus dem Jahr 2005 vor Gericht verantworten, das Verfahren wurde jedoch gegen die Zahlung einer Geldauflage von 3000 Euro eingestellt.
Keller ist verheiratet und hat zwei Töchter.